# 草蟬
草蟬（学名：Mogannia hebes）为蟬科草蟬屬下的一个种。

## 形態
小型蟬，雄蟲體長約13-15公釐，雌蟲體長約10-15公釐，頭部前緣略呈三角形，身體覆蓋金色鱗毛，體色多樣，有綠色、綠褐色、黃綠色、黃褐色等，其中以以綠色較常見。以綠色型為例，其頭部綠色，頭部前方略突出，似三角型，複眼淡灰褐色，複眼旁具黑色斑點或斑紋，單眼淡黃色。前胸背板棕色，前胸背板中紋及前胸緣片綠色。鼓膜外露明顯。翅透明。

## 生態
低海拔山地幾乎都可以發現，而且數量龐大，甚至曾經被列為甘蔗害蟲之一。一般棲息在低矮的禾本科植物上。幼蟲在土裡面生長，約要一年時間爬到地面羽化，在相思樹幹上最容易找到牠們的蛻 ，成蟲只能活2- 4個星期，只吸食樹汁、草莖汁液與露水。成蟲出現時間為3-9月間，成蟲與若蟲喜歡吸食禾本科植物汁液，在野外雌蟲常將卵產於禾本科植物的中肋上，雌蟲以產卵管先將葉面鋸一小孔，再將卵產下，每次產一粒，每孔可產3-5粒不等，產完一孔後，在前方約3-5公釐處再作一孔產卵，在一片葉子上形成一條細長的產卵帶，卵呈淡黃色，長橢圓型。雌蟲不敏感，容易接近觀察。

## 分布
本種廣泛分布於全台灣(包含綠島及蘭嶼)的平地至低海拔山地，成蟲期在蘭嶼3月就開始發生，而台灣約在4月才開始，略晚一個月。

## 備註
1. ↑  路人經驗值分享：

本人曾抓過「全藍色」的草蟬。請不要誤以為我描述錯誤。就是「原本」小小一隻全草綠色會叫的公的「全藍色」草蟬，～就真的是草蟬品種～請不要否定。我抓過全身含翅膀、腳、體色都跟天空一樣藍的「突變種」～因為我當時年紀小，不懂能做成標本，就沒有留下實體證據。但查詢全網路的所有網頁，沒有其他人有任何相同的發現，但我必須把這種經驗口述傳遞下去。我在生物學稍有學習，不會誤判或用錯誤知識亂寫。最怕經驗值不同的學者專家或路人因為自己的不曾碰見而否定，我在此留下這個生物學的發現經驗。